# یولیه آونیته وانگ
یولیه آونیته وانگ (دانمارکی: Julie Agnete Vang؛ زادهٔ ۱ مه ۱۹۸۴) بازیگر اهل دانمارک است. از فیلم‌ها یا مجموعه‌های تلویزیونی که وی در آن‌ها نقش داشته‌است، می‌توان به کمون، وثیقه و آدمکشان میدسامر اشاره نمود.